# HDK Maribor
Hokejsko drsalni klub Maribor je slovenski hokejski klub iz Maribora, ki je bil ustanovljen leta 1993. V letu 2009/10 so bili prvaki Slohokej lige, ko so v finalu premagali HK Partizan iz Beograda. Na državnem prvenstvu so v letu 2009/10 zasedli tretje mesto. 

## Dosežki
- Zmagovalec Slohokej lige: 2009/10
- Tretje mesto Slohokej lige: 2010/11

## Znameniti hokejisti
- Robert Ciglenečki
- Jan Muršak
- Jan Kentoš
- Matjaž Kopitar
- David Kostelnak
- Peter Kounovsky
- Gregor Polončič
- Rok Rojšek
- Mitja Robar
- Matic Kralj
- Denis Kadić